# Johann Wilhelm Meyer

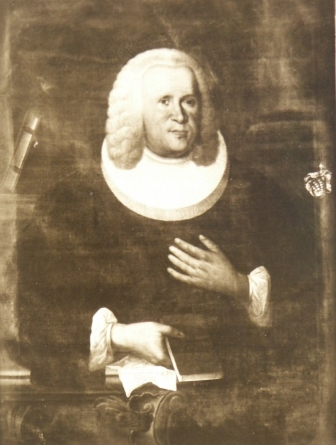
Johann Wilhelm Meyer

Johann Wilhelm Meyer (auch Wilhelm Meyer; * 18. September 1690 in Schaffhausen; † 27. Dezember 1767 ebenda) war ein Schweizer reformierter Geistlicher und Kirchenlieddichter.

## Leben
Meyer durchlief die Schulen seiner Heimatstadt Schaffhausen. Er entschied sich zum Studium der Theologie und bestand 1720 im Alter von dreissig Jahren das Examen. Seine Probepredigt wurde als orthodox, gelehrt, methodisch und erbaulich bezeichnet. Weshalb er erst in diesem fortgeschrittenen Alter das Examen ablegte, ist nicht überliefert. Er wurde zunächst 1721/1722 Pfarrer in Hemmental und kam darauf nach Siblingen. Er verblieb dort bis 1737, kam aber mit der örtlichen Bevölkerung und dem ländlichen Gepräge nicht vollständig zurecht. In dieser Zeit begann er mit seiner Arbeit als Dichter.
Meyer wurde 1737 zum Präzeptor am Gymnasium in Schaffhausen ernannt. Daneben war er bis 1739 als Pfarrer in Herblingen eingesetzt, bevor ihm die Stelle des Abendpredigers am Schaffhauser Münster übertragen wurde. 1749 wurde er vom Lehramt entbunden und stieg zugleich zum Hauptpfarrer am Münster sowie zum Triumvir auf. Schliesslich erhielt er 1756 das Amt des Pfarrers von St. Johann in Schaffhausen und wurde Antistes von Schaffhausen sowie Dekan.
Er hielt Erbauungsunterricht und stand mit dem Herrnhuter Nikolaus Ludwig von Zinzendorf in Verbindung. Dadurch geriet er mitunter in die Kritik.

## Werke (Auswahl)
- Jesu, Weinstock edler Trauben. In: Kaspar Zollikofer: Gott billig hoch verherrlichende Gebetmusik. St. Gallen 1738.
- Die aus ihrer Sicherheit erweckte, in die wahre Bekehrung fortgeleitete, und bis zum vollkommenen Alter in Jesu Christo heranwachsende singende Seele in 190 Liedern. Heidegger, Schaffhausen 1740.
- 20 Lieder gingen in das Schaffhauser Gesangbuch von 1728 ein, darunter:
  - Nun singet Gott zu Lob und Ehr.
  - O ewig Wort, Herr Jesu, großer Lehrer.
  - Versiegelt immerhin den Stein, Osterlied.